# Garion
Garion는 가리온의 정규 첫 번째 음반이다.

## 수록곡
Disc 1
1. 가리온 5:50
2. 뿌리깊은 나무 5:31
3. 언더그라운드 3:48
4. 마르지 않는 펜 (Brainstormin') 5:54
5. 엉터리 학생 (Feat. 대팔, MC 성천) / B.S.Y.I. (Interlude) 5:03
6. 옛 이야기 (Feat. Seven) 6:19
7. 이렇게 (U Practice The Art Of Hiphop) 4:56
8. 회상 4:37
9. 시간의 여행자 3:19
10. 자장가 / S.L.L. (Interlude) 5:35
11. 나이테 4:38
12. 음의 여백 3:44
13. 언더그라운드 [Remix] 4:22
14. 자장가 [Remix] 9:24

Disc 2
1. 옛 이야기 [Video Edit] 5:35
2. 옛 이야기

Disc 3
1. 가리온 [Inst.] 5:50
2. 뿌리깊은 나무 [Inst.] 5:32
3. 언더그라운드 [Inst.] 3:49
4. 마르지 않는 펜 (Brainstormin') [Inst.] 5:54
5. 엉터리 학생 [Inst.] 5:03
6. 옛 이야기 [Inst.] 6:18
7. 이렇게 (U Practice The Art Of Hiphop) [Inst.] 4:55
8. 회상 [Inst.] 4:36
9. 시간의 여행자 [Inst.] 3:16
10. 자장가 [Inst.] 5:34
11. 나이테 [Inst.] 4:36
12. 음의 여백 [Inst.] 3:42
13. 언더그라운드 [Remix/Inst.] 4:20
14. 자장가 [Remix/Inst.] 9:24